# Патрик, Джейсон
Дже́йсон Па́трик (англ. Jason Patric; род. 17 июня 1966, Куинс, Нью-Йорк) — американский актёр, сын актёра и драматурга Джейсона Миллера и внук актёра Джеки Глисона. С 1974 по 1978 год — пасынок актрисы Сьюзан Бернард.

## Юность
Родился в Квинсе, штат Нью-Йорк, в семье актёра, Джейсона Миллера, и актрисы, Линды Миллер. Его дедушкой по материнской линии был актёр, Джеки Глисон. Его сводный брат — актёр, Джошуа Джон Миллер. Его предки были ирландцами с немецкими корнями.
Патрик посещал такие школы, как Cavallini Middle School и католическая школа для мальчиков Salesian Roman Catholic Don Bosco Preparative High School. В Калифорнии он посещал католическую среднюю школу святой Моники (Санта-Моника, Калифорния). Он участвовал в школьных постановках «Дракулы» и «Бриолина».

## Карьера
После окончания школы, Патрик прошёл кастинг в телесериал «Toughlove» с Брюсом Дерном. В следующем году он снялся в сериале «Дети солнца» с Питером Делуизом и Джейми Герц. В дальнейшем он снова встретится с Герц на съёмках фильма «Пропащие ребята», а с Дерном — в фильме «После наступления темноты, моя дорогая». В 1988 году выходит картина под названием «Зверь» с участием Патрика.
В 1993 году он снялся в роли лейтенанта Чарльза Гейтвуда в фильме «Джеронимо: Американская легенда». Патрик отказался от главной роли в фильме «Фирма», которую впоследствии сыграл Том Круз. Его сцены в фильме «Тонкая красная линия» были вырезаны ещё до выхода фильма. Он снялся в фильме Алека Болдуина «Дьявол и Дэниел Уэбстер». Патрик получил положительные отзывы за роли в фильмах в «Кайф» и «Наркобарон».
В 2005 году Патрик выступил на Бродвее в пьесе «Кошка на раскалённой крыше», затем в пьесе «Сезон чемпионата». Эта пьеса дебютировала в 1972 году и получила Пулитцеровскую премию и премию Тони.
Патрик снимался в таких фильмах как «Мой ангел-хранитель», «Лузеры», «Принц» и «Жёлтые птицы».
В 2012 году он начал снимать фильм «Щитомордники», но через несколько недель после начала съемок был снят с проекта режиссёром Рональдом Максвеллом. Его заменил Билли Кэмпбелл.
В 2020 году вышло две картины с участием Патрика, «Превращение» и «Коротышка».

## Личная жизнь
Патрик состоял в отношениях с актрисой Джулией Робертс, после того, как она отменила свою свадьбу с Кифером Сазерлендом в июне 1991 года.
Патрик состоял в отношениях с Даниэль Шрайбер около 10 лет. Во время этих отношений они зачали сына путем экстракорпорального оплодотворения. Патрик и Шрайбер расстались в мае 2012 года. Адвокаты Шрайбер утверждали, что поскольку Шрайбер и Патрик не состояли в браке и зачатие ребёнка было искусственным, Патрик не имеет права опеки над сыном. Он добивался внесения изменений в закон, который лишал его родительских прав. Затем Патрик подал в суд на родительские права над ребёнком, но проиграл дело в суде первой инстанции.
Дело было возвращено на уровень суда первой инстанции, и в конце 2014 года он был юридически признан отцом своего сына, а суд предоставил ему родительские права. После своего первоначального проигрыша в суде первой инстанции Патрик лоббировал законодательное собрание Калифорнии, чтобы позволить получить родительские права донорам спермы.

## Фильмография
| Год  |     | Русское название                       | Оригинальное название         | Роль                     |
| ---- | --- | -------------------------------------- | ----------------------------- | ------------------------ |
| 1985 | тф  | Трудная любовь                         | Toughlove                     | Гэри Чартерс             |
| 1986 | ф   | Дети солнца                            | Solarbabies                   | Джейсон                  |
| 1987 | ф   | Пропащие ребята                        | Lost Boy                      | Майкл                    |
| 1988 | ф   | Зверь                                  | The Beast                     | Константин Коверченко    |
| 1990 | ф   | Отрицание                              | Denial                        | Майкл                    |
| 1990 | ф   | После наступления темноты, моя дорогая | After Dark, My Sweet          | Кевин «Парень» Коллинз   |
| 1990 | ф   | Франкенштейн освобождённый             | Frankenstein Unbound          | лорд Байрон              |
| 1990 | тф  | Учитель номер 109                      | Teach 109                     | учитель номер 109        |
| 1991 | ф   | Кайф                                   | Rush                          | Джим Рейнор              |
| 1993 | ф   | Джеронимо: Американская легенда        | Geronimo: An American Legend  | лейтенант Чарльз Гейтвуд |
| 1995 | ф   | Путешествие Августа Кинга              | The Journey of August King    | Август Кинг              |
| 1996 | ф   | Спящие                                 | Sleepers                      | Шейкс                    |
| 1997 | ф   | Скорость 2: Контроль над круизом       | Speed 2: Cruise Control       | Алекс Шоу                |
| 1998 | ф   | Инкогнито                              | Incognito                     | Гарри Донован            |
| 1998 | ф   | Твои друзья и соседи                   | Your Friends & Neighbors      | Кэри                     |
| 2002 | ф   | Наркобарон                             | Narc                          | Ник Теллис               |
| 2002 | ф   | Три дня дождя                          | Three Days of Rain            | безымянная роль          |
| 2003 | ф   | Дьявол и Дэниел Уэбстер                | Devil and Daniel Webster      | Рэй                      |
| 2004 | ф   | Форт Аламо                             | The Alamo                     | Джеймс Боуи              |
| 2006 | ф   | Уокер Пейн                             | Walker Payne                  | Уокер Пейн               |
| 2007 | ф   | Срок истёк                             | Expired                       | Джей Касуэлл             |
| 2007 | ф   | В долине Эла                           | In the Valley of Elah         | лейтенант Керкландер     |
| 2008 | ф   | Скачивая Нэнси                         | Downloading Nancy             | Луис Фарли               |
| 2008 | с   | Красавцы                               | Entourage                     | в роли самого себя       |
| 2009 | ф   | Мой ангел-хранитель                    | My Sister’s Keeper            | Брайан Фицджеральд       |
| 2010 | ф   | Лузеры                                 | The Losers                    | Макс                     |
| 2010 | кор | —                                      | Quality Time                  | отец                     |
| 2011 | ф   | Замочная скважина                      | Keyhole                       | Улисс Пик                |
| 2011 | ф   | Тильда                                 | Tilda                         | Эндрю Браун              |
| 2012 | кор | —                                      | Last Call                     | Брэд                     |
| 2013 | ф   | Любовь, секс и Лос-Анджелес            | Cavemen                       | Джек Бартлетт            |
| 2014 | ф   | Изгой                                  | The Outsider                  | детектив Кляйн           |
| 2014 | с   | —                                      | Ten X Ten                     | человек из 40-х          |
| 2014 | ф   | Принц                                  | The Prince                    | Пол                      |
| 2015 | ф   | Заброшенные                            | The Confines                  | Купер                    |
| 2015 | кор | —                                      | The Weight of Blood and Bones | Кип Дуэйн                |
| 2016 | в   | Взлом                                  | Home Invasion                 | Майк                     |
| 2016 | ф   | Заброшенные                            | Lost & Found                  | Трент Уолтон             |
| 2016 | с   | Сосны                                  | Wayward Pines                 | доктор Тео Йедлин        |
| 2017 | ф   | Жёлтые птицы                           | The Yellow Birds              | капитан Андерсон         |
| 2017 | ф   | Земля гангстеров                       | Gangster Land                 | детектив Рид             |
| 2018 | кор | —                                      | Jitters                       | н/д                      |
| 2018 | тф  | —                                      | The Girl in the Bathtub       | Чак                      |
| 2018 | тф  | —                                      | Big Kill                      | проповедник              |
| 2020 | ф   | Час истины                             | The Vanished                  | шериф Бейкер             |

## Награды
- Las Vegas Film Critics Society Awards — лучший актёр второго плана